# Barypus
Barypus is een geslacht van kevers uit de familie van de loopkevers (Carabidae). De wetenschappelijke naam van het geslacht is voor het eerst geldig gepubliceerd in 1828 door Dejean.

## Soorten
Het geslacht Barypus omvat de volgende soorten:
- Barypus aequicostis Chaudoir, 1876
- Barypus bonvouloiri Chaudoir, 1861
- Barypus calchaquensis Roig-Junent, 1992
- Barypus chubutensis Roig-Junent, 1992
- Barypus clivinoides (Curtis, 1839)
- Barypus comechingonensis Roig-Junent, 1992
- Barypus dentipenis Roig-Junent, 1992
- Barypus deplanatus Roig-Junent and Cicchino, 1989
- Barypus flaccus Roig-Junent and Cicchino, 1989
- Barypus gentilii Roig-Junent, 1992
- Barypus giaii Roig-Junent, 1992
- Barypus longitarsis (Waterhouse, 1841)
- Barypus mendozensis Roig-Junent and Cicchino, 1989
- Barypus minus Roig-Junent, 1992
- Barypus neuquensis Roig-Junent, 1992
- Barypus nevado Roig-Junient, 2008
- Barypus painensis Roig-Junent and Cicchino, 1989
- Barypus parallelus (Guerin-Meneville, 1838)
- Barypus precordillera Roig-Junient, 2008
- Barypus pulchellus Burmeister, 1868
- Barypus rivalis (Germar, 1824)
- Barypus schajovskoii Roig-Junent, 1992
- Barypus speciosus Dejean, 1831
- Barypus sulcatipenis Roig-Junent, 1992